# Don DeFore
Don DeFore, all'anagrafe Donald John DeFore (Cedar Rapids, 25 agosto 1913 – Los Angeles, 22 dicembre 1993), è stato un attore statunitense.

## Biografia

### Carriera
Figlio dell'ingegnere Joseph Ervin DeFore e di Albina Sylvia Nezerka, Don DeFore iniziò a lavorare come attore di cinema tra la fine degli anni trenta e l'inizio degli anni quaranta, comparendo in brevi ruoli non accreditati in pellicole come L'uomo di bronzo (1937), Sottomarino D-1 (1937) e La commedia umana (1943).
Dopo alcune parti più rilevanti in film bellici quali Joe il pilota (1943) e Missione segreta (1944), entrambi accanto a Spencer Tracy e Van Johnson, nel dopoguerra DeFore si affermò definitivamente come interprete di commedie brillanti, nelle quali si specializzò in ruoli di bravo ragazzo della porta accanto. Tra i titoli da lui interpretati, sono da ricordare Amore sotto coperta (1948) con Doris Day e Jack Carson, La mia amica Irma (1949), film d'esordio della coppia Dean Martin e Jerry Lewis, Una ragazza in ogni porto (1952) con Groucho Marx, Il caporale Sam (1952), ancora con Martin e Lewis, Il collegio si diverte (1952), accanto a Virginia Mayo e Ronald Reagan, con il quale aveva lavorato agli esordi in Brother Rat (1938).
Già affermato interprete radiofonico dagli anni quaranta, nella prima metà degli anni cinquanta DeFore si dedicò con successo anche alla televisione, grazie alla serie The Adventures of Ozzie & Harriet, di cui interpretò 56 episodi tra il 1952 e il 1956 nel ruolo di Thorny, l'amichevole vicino di casa dei protagonisti, personaggio che gli fece ottenere una candidatura all'Emmy Award come miglior attore non protagonista nel 1955. Presidente della National Academy of Television Arts and Sciences dal 1954 al 1955, l'attore apparve con sempre minor frequenza sul grande schermo. Fu diretto da Douglas Sirk in due ruoli di supporto nei film Inno di battaglia (1957) con Rock Hudson, e Tempo di vivere (1958), tratto dal romanzo Tempo di vivere, tempo di morire di Erich Maria Remarque.
Con la commedia Un adulterio difficile (1960), accanto a Bob Hope e Lucille Ball, DeFore concluse la carriera cinematografica e si dedicò completamente alla televisione, riscuotendo un nuovo successo con la serie Hazel, in cui recitò dal 1961 al 1965, per un totale di 125 episodi, nel ruolo di George Baxter, datore di lavoro della governante Hazel, interpretata dall'attrice Shirley Booth. L'attore apparve successivamente in altre serie quali Io e i miei tre figli (1969) con Fred MacMurray, Mannix (1970), Il virginiano (1970), Marcus Welby (1975), Ellery Queen (1975), Love Boat (1978), Fantasilandia (1978) e La signora in giallo (1986), fino all'ultima apparizione in A cuore aperto (1987), che coincise con il definitivo ritiro dalle scene.

### Vita privata
Nel 1942 DeFore sposò Marion Holmes (nata nel 1918), cantante con le orchestre jazz di Henry Busse e Art Kassel. Dal matrimonio nacquero cinque figli, Penny (1943), David (1945), Dawn (1948), Ron (1950) e Amy (1952). La coppia risiedette a Mandeville Canyon, nella località californiana di Brentwood, di cui DeFore fu poi nominato primo cittadino onorario. Il matrimonio con Marion Holmes durò fino alla morte dell'attore, avvenuta il 22 dicembre 1993, all'età di ottant'anni.

## Filmografia

### Cinema
- Reunion, regia di Norman Taurog (1936)
- L'uomo di bronzo (Kid Galahad), regia di Michael Curtiz (1937)
- Sottomarino D-1 (Submarine D-1), regia di Lloyd Bacon (1937)
- Freshman Year, regia di Frank McDonald (1938)
- Brother Rat, regia di William Keighley (1938)
- We Go Fast, regia di William C. McGann (1941)
- Right to the Heart, regia di Eugene Forde (1942)
- L'uomo questo dominatore (The Male Animal), regia di Elliott Nugent (1942)
- Winning Your Wings, regia di John Huston (1942)
- Wings for the Eagle, regia di Lloyd Bacon (1942)
- Men of the Sky, regia di B. Reeves Eason (1942)
- You Can't Escape Forever, regia di Jo Graham (1942)
- Città senza uomini (City Without Men), regia di Sidney Salkow (1943)
- La commedia umana (The Human Comedy), regia di Clarence Brown (1943)
- Joe il pilota (A Guy Named Joe), regia di Victor Fleming (1943)
- Practical Joker, regia di Will Jason - cortometraggio (1944)
- Return from Nowhere, regia di Paul Burnford (1944)
- Missione segreta (Thirty Seconds Over Tokyo), regia di Mervyn LeRoy (1944)
- Gli amori di Susanna (The Affairs of Susan), regia di William A. Seiter (1945)
- Incontro nei cieli (You Came Along), regia di John Farrow (1945)
- The Stork Club, regia di Hal Walker (1945)
- California Express (Without Reservations), regia di Mervyn LeRoy (1946)
- La donna di fuoco (Ramrod), regia di André De Toth (1947)
- Accadde nella quinta strada (It Happened on Fifth Avenue), regia di Roy Del Ruth (1947)
- Amore sotto coperta (Romance on the High Seas), regia di Michael Curtiz (1948)
- Una domenica pomeriggio (A Sunday Afternoon), regia di Raoul Walsh (1948)
- È tardi per piangere (Too Late for Tears), regia di Byron Haskin (1949)
- La mia amica Irma (My Friend Irma), regia di George Marshall (1949)
- La città nera (Dark City), regia di William Dieterle (1950)
- Il segreto del carcerato (Southside 1-1000), regia di Boris Ingster (1950)
- The Guy Who Came Back, regia di Joseph M. Newman (1951)
- Una ragazza in ogni porto (A Girl in Every Port), regia di Chester Erskine (1952)
- And Now Tomorrow, regia di William Watson (1952)
- Il caporale Sam (Jumping Jacks), regia di Norman Taurog (1952)
- Non c'è posto per lo sposo (No Room for the Groom), regia di Douglas Sirk (1952)
- Il collegio si diverte (She's Working Her Way Through College), regia di Bruce Humberstone (1952)
- Inno di battaglia (Battle Hymn), regia di Douglas Sirk (1957)
- Tempo di vivere (A Time to Love and a Time to Die), regia di Douglas Sirk (1958)
- Un adulterio difficile (The Facts of Life), regia di Melvin Frank (1960)
- A Rare Breed, regia di David Nelson (1984)

### Televisione
- The Silver Theatre – serie TV, 2 episodi (1950)
- The Bigelow Theatre – serie TV, 2 episodi (1950-1951)
- Hollywood Opening Night – serie TV, 1 episodio (1953)
- Goodyear Television Playhouse – serie TV, 1 episodio (1954)
- The Eddie Cantor Comedy Theater – serie TV, episodi 1x02 (1955)
- Scienza e fantasia (Science Fiction Theatre) – serie TV, episodio 1x02 (1955)
- Schlitz Playhouse of Stars – serie TV, 2 episodi (1952-1955)
- Crossroads – serie TV, episodio 2x01 (1956)
- Lux Video Theatre – serie TV, 3 episodi (1953-1956)
- The Adventures of Ozzie & Harriet – serie TV, 96 episodi (1952-1956)
- The Ford Television Theatre – serie TV, 1 episodio (1957)
- Studio One – serie TV, 1 episodio (1958)
- General Electric Theater – serie TV, episodio 7x25 (1959)
- Letter to Loretta – serie TV, 1 episodio (1960)
- The Best of the Post – serie TV, episodio 1x06 (1960)
- Michael Shayne – serie TV episodio 1x01 (1960)
- Alfred Hitchcock presenta (Alfred Hitchcock Presents) – serie TV, episodio 6x26 (1961)
- Hazel – serie TV, 125 episodi (1961-1965)
- Io e i miei tre figli (My Three Sons) – serie TV, episodio 9x25 (1969)
- Mod Squad, i ragazzi di Greer (The Mod Squad) – serie TV, 1 episodio (1969)
- Mannix – serie TV, 1 episodio (1970)
- Il virginiano (The Virginian) – serie TV, episodio 9x01 (1970)
- Marcus Welby (Marcus Welby, M.D.) – serie TV, 1 episodio (1975)
- Ellery Queen – serie TV, episodio 1x17 (1976)
- Love Boat (The Love Boat) – serie TV, 1 episodio (1978)
- Fantasilandia (Fantasy Island) – serie TV, 1 episodio (1978)
- Vega$ – serie TV, 1 episodio (1978)
- Matt Houston – serie TV, 1 episodio (1983)
- La signora in giallo (Murder, She Wrote) – serie TV, episodio 3x03 (1986)
- A cuore aperto (St. Elsewhere) – serie TV, 1 episodio (1987)

## Doppiatori italiani
Nelle versioni in italiano dei suoi film, Don DeFore è stato doppiato da:
- Carlo Romano in California Express, Inno di battaglia, Tempo di vivere
- Stefano Sibaldi in Gli amori di Susanna, Non c'è posto per lo sposo
- Paolo Stoppa in Missione segreta
- Gualtiero De Angelis in La donna di fuoco
- Nino Pavese in Amore sotto coperta
- Giulio Panicali in La città nera